# Акчернское сельское поселение
Акче́рнское се́льское поселе́ние — муниципальное образование в составе Урюпинского района Волгоградской области.
Административный центр — хутор Дьяконовский 1-й.

## История
Акчернское сельское поселение образовано 30 марта 2005 года в соответствии с Законом Волгоградской области № 1037-ОД.

## Население
| 2010  | 2012  | 2013  | 2014  | 2015  | 2016  | 2017  |
| ----- | ----- | ----- | ----- | ----- | ----- | ----- |
| 1356  | ↘1354 | ↘1331 | ↗1356 | ↗1366 | ↘1341 | ↘1327 |
| 2018  | 2019  | 2020  | 2021  |       |       |       |
| ↘1271 | ↘1251 | ↘1228 | ↘1206 |       |       |       |

## Состав сельского поселения
| № | Населённый пункт | Тип населённого пункта        | Население |
| - | ---------------- | ----------------------------- | --------- |
| 1 | Акчернский       | хутор                         | 228       |
| 2 | Долговский       | хутор                         | 274       |
| 3 | Дьяконовский 1-й | хутор, административный центр | 451       |
| 4 | Тепикинская      | станица                       | 403       |